# 阿维兹
阿维兹（法語：Avize，法語發音：[aviz]）是法国马恩省的一个市镇，位于该省西部，属于埃佩尔奈区。

## 地理
阿维兹（48°58'19"N, 4°0'34"E）面积7.62 平方千米，位于法国大東部大區马恩省，该省份为法国东北部内陆省份，北起阿登省，西北接埃纳省，西南接塞纳-马恩省，南至奥布省，东南接上马恩省，东临默兹省。
与阿维兹接壤的市镇（或旧市镇、城区）包括：克拉芒、弗拉维尼、格罗沃、瓦里、布朗科托。

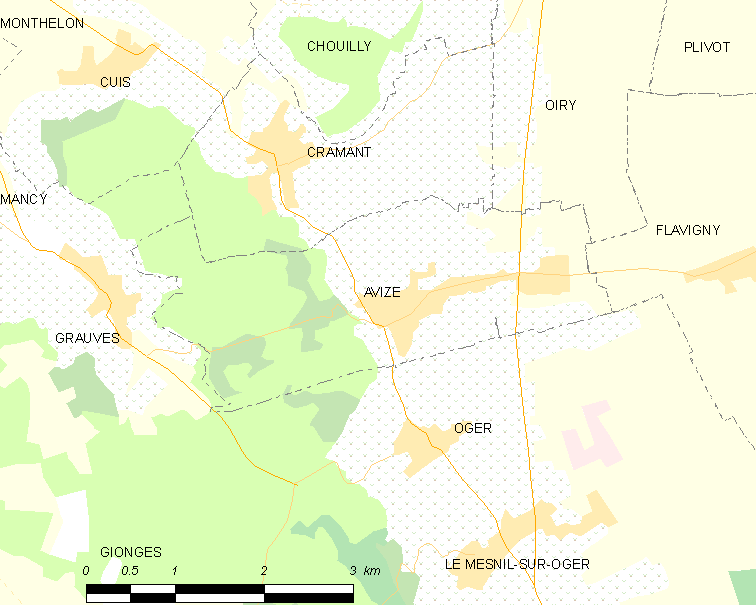
阿维兹的OSM定位图

阿维兹的时区为UTC+01:00、UTC+02:00（夏令时）。

## 行政
阿维兹的邮政编码为51190，INSEE市镇编码为51029。

## 政治
阿维兹所属的省级选区为埃佩尔奈第二县。

## 人口

1962-2008年间阿维兹人口变化图示

阿维兹于2022年1月1日时的人口数量为1751人。